# Molières 1997
La 11e Nuit des Molières a eu lieu le 12 mai 1997.

## Molière du comédien
- Pierre Cassignard dans Les Jumeaux vénitiens
  - Robin Renucci dans François Truffaut, correspondance
  - Francis Huster dans Variations énigmatiques
  - Bernard Giraudeau dans Le Libertin
  - Jean-François Balmer dans Le Faiseur

## Molière de la comédienne
- Myriam Boyer dans Qui a peur de Virginia Woolf ?
  - Fanny Ardant dans Master class
  - Tsilla Chelton dans Le Mal de mère
  - Danièle Lebrun dans Célimène et le Cardinal
  - Sandrine Kiberlain dans Le Roman de Lulu

## Molière du comédien dans un second rôle
- Robert Hirsch dans En attendant Godot
  - Jean-Paul Bordes dans La Puce à l'oreille
  - Jean-Pierre Darroussin dans La Terrasse
  - Bernard Alane dans Sylvia
  - Jean-Michel Dupuis dans En attendant Godot

## Molière de la comédienne dans un second rôle
- Dominique Blanchar dans Tout comme il faut
  - Élisabeth Commelin dans Le Libertin
  - Ginette Garcin dans Le Passe-muraille
  - Chantal Lauby dans La Terrasse
  - Maïa Simon dans Un cœur français

## Molière de la révélation théâtrale
- Sandrine Kiberlain dans Le Roman de Lulu
  - Pierre Cassignard dans Les Jumeaux vénitiens
  - Valérie Karsenti dans Accalmies passagères
  - Julie-Anne Roth dans Sylvia
  - Bruno Subrini dans Le Faucon

## Molière de l'auteur
- Arnaud Bédouet pour Kinkali
  - Pierre-Olivier Scotto pour Le Mal de mère
  - Jean-Claude Carrière pour La Terrasse
  - David Decca pour Le Roman de Lulu
  - Éric-Emmanuel Schmitt pour Le Libertin

## Molière de l'adaptateur
- Jean Piat pour L'Affrontement
  - Pierre Laville pour Master class
  - Alain Delahaye pour Molly S.
  - Gildas Bourdet pour Les Jumeaux vénitiens
  - Michel Blanc pour Temps variable en soirée

## Molière du metteur en scène
- Alain Sachs pour Le Passe-muraille
  - Roman Polanski pour Master Class
  - Didier Long pour Le Roman de Lulu
  - Gildas Bourdet pour Les Jumeaux vénitiens
  - Patrice Kerbrat pour En attendant Godot

## Molière du créateur de costumes
- Dominique Borg pour Le Libertin
  - Pascale Bordet pour Accalmies passagères
  - Michel Dussarrat pour Le Bourgeois gentilhomme
  - Christine Rabot-Pinson pour Les Jumeaux vénitiens
  - Gabriel du Rivau pour Le Passe-muraille

## Molière du décorateur scénographe
- Guy-Claude François pour Le Passe-muraille
  - Nicolas Sire pour Le Libertin
  - François de Lamothe pour Master class
  - Edouard Laug pour En attendant Godot
  - Rodolfo Natale pour Kinkali

## Molière du meilleur spectacle comique
- Accalmies Passagères de Xavier Daugreilh, Théâtre La Bruyère, mise en scène Alain Sachs
  - Un Grand Cri d'amour, Théâtre de la Michodière
  - La Puce à l'oreille, Théâtre des Variétés
  - Si je peux me permettre, Théâtre des Nouveautés
  - Temps variable en soirée, Théâtre de la Renaissance

## Molière de la meilleure pièce de création
- Kinkali, Théâtre de Nice, Théâtre national de la Colline
  - Le Roman de Lulu, Petit Théâtre de Paris - Artemis Diffusion
  - Le Mal de mère, Théâtre de la Madeleine
  - Variations énigmatiques, Théâtre Marigny, Atelier Théâtre Actuel
  - Le Libertin, Théâtre Montparnasse

## Molière de la meilleure pièce du répertoire
- Les Jumeaux vénitiens de Carlo Goldoni, La Criée Théâtre national de Marseille, Théâtre de l'Eldorado
  - Tout comme il faut, Théâtre Hébertot / Cie pour Mémoire
  - En attendant Godot, Théâtre du Rond-Point
  - Le Faiseur, Théâtre des Célestins Lyon, Théâtre de l'Eldorado, Théâtre Montparnasse
  - Rodogune, Petit Montparnasse, ATPM Théâtre

## Molière du spectacle musical
- Le Passe-muraille, Maison de la Culture de Loire-Atlantique, Théâtre Montansier, Théâtre des Bouffes-Parisiens
  - La Vie parisienne, Comédie-Française
  - L'Ultima Récital, Pépinière-Opéra, Théâtre Daunou, Jazz, etc.
  - Souingue !, Cargo CDNA Grenoble Meyer Productions
  - Le Quatuor, Théâtre du Palais-Royal / Polyfolies

## Meilleur «one man show» ou spectacle de sketches
- Laurent Gerra et Virginie Lemoine, Théâtre Déjazet
  - Smaïn comme ça se prononce, Casino de Paris
  - Gnou ! par Marc Jolivet, Théâtre du Splendid Saint-Martin
  - Ils s'aiment avec Michèle Laroque et Pierre Palmade, Théâtre Marigny, La Cigale
  - La Madeleine Proust en forme par Laurence Semonin, Théâtre du Gymnase